# Krzywda (Świedziebnia)
Krzywda – część wsi Świedziebnia w Polsce położona w województwie kujawsko-pomorskim, w powiecie brodnickim, w gminie Świedziebnia.
W latach 1975–1998 Krzywda administracyjnie należała do województwa toruńskiego.